# Gravina in Puglia
Gravina in Puglia (Gravéine in dialetto locale, [ɡraˈviːnɘ], fino al 1863 chiamata Gravina) è un comune italiano di 41 975 abitanti della città metropolitana di Bari in Puglia. Ivi ha sede il parco nazionale dell'Alta Murgia. 
Il territorio è caratterizzato dalle omonime gravine, profondi canyon su cui spicca il ponte acquedotto, di probabile origine seicentesca.
Il 24 febbraio 2025, il Presidente della Repubblica Sergio Mattarella, conferisce al comune il titolo di Città.

## Geografia fisica

### Territorio
Gravina insiste sul banco calcareo della fossa bradanica e si attesta al vertice nord del corrugamento carsico che caratterizza la geomorfologia pedemurgiana e appulo-lucana. A sud confina con la Basilicata. Ha un'estensione territoriale di 384,74 km2, che ne fanno il 22º comune italiano per estensione territoriale.

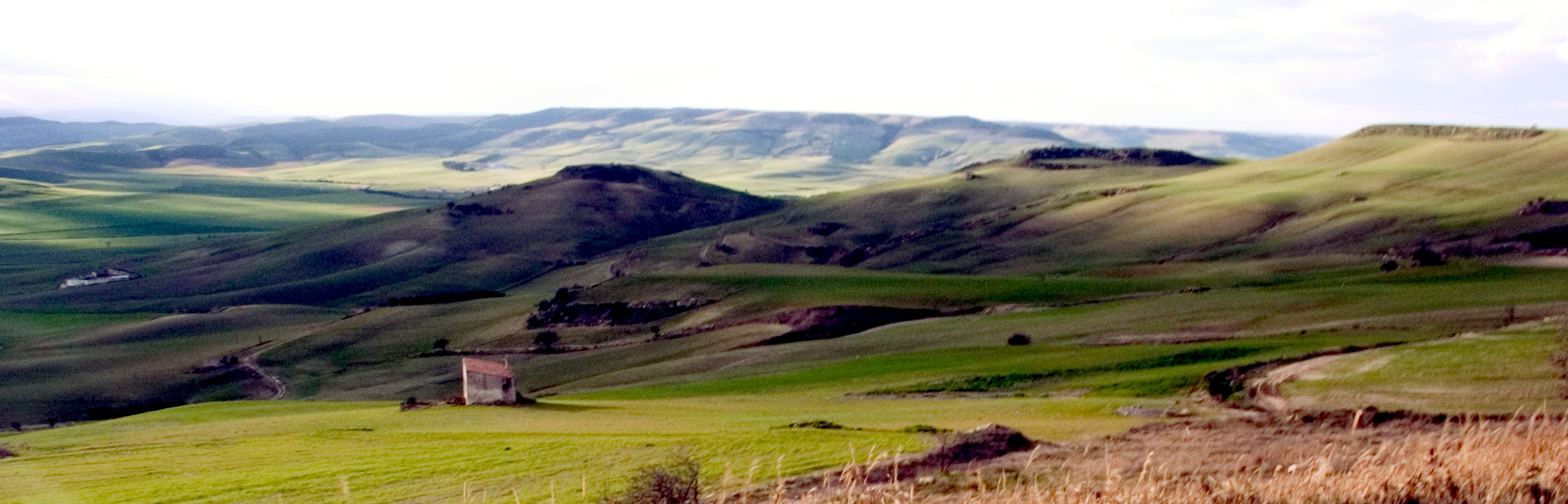
Versante Bradanico - territorio gravinese.

Dal punto di vista orografico, è situata tra il pre-Appennino lucano e la Murgia nelle zone terminali, con altitudine media di 360 m. Parte della città si estende sulle sponde di un crepaccio profondo, molto simile ai canyon, scavato nella roccia calcarea da un fiumiciattolo, il torrente Gravina, affluente del Bradano, da cui prendono il nome le famose gravine della Murgia, in un territorio caratterizzato dalla presenza di numerose cavità carsiche, come il profondo Pulicchio di Gravina e la profondissima Grave di Faraualla. Nelle campagne al confine col territorio di Matera vi è un vulcano di fango di nuova formazione.

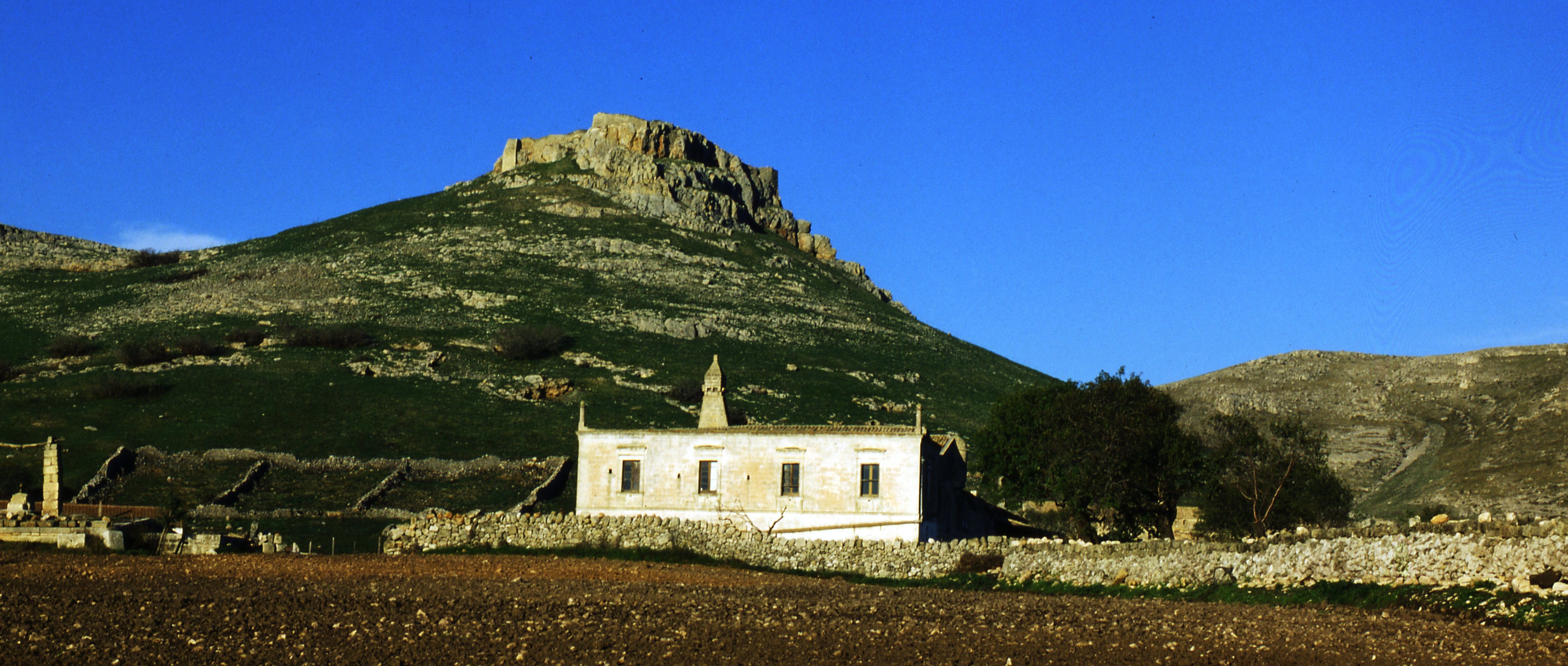
Rocca Garagnone - Murgia.

La vegetazione comprende numerosissime specie (pseudo steppe mediterranea - sulla Murgia) a cui si contrappongono interminabili di uliveti e vigneti, ma anche la storica coltivazione del grano duro; ricade inoltre tra i territori di produzione di numerose leguminose come il cece rosso di Gravina e la lenticchia di Altamura (IGP).
Il bosco Difesa Grande ha un'estensione di circa 2.000 ettari. Situato a circa 6 km dal centro abitato di Gravina, è posto nel medio bacino idrografico del fiume Bradano. 

### Clima
Il clima è tipicamente mediterraneo: gli inverni sono relativamente miti, con temperature che solitamente non scendono mai sotto gli zero gradi; le estati sono, invece, calde e secche.
| [ 10 ]                     | Mesi   | Mesi   | Mesi | Mesi | Mesi | Mesi | Mesi | Mesi | Mesi | Mesi  | Mesi | Mesi   | Stagioni | Stagioni | Stagioni | Stagioni | Anno |
| [ 10 ]                     | Gen    | Feb    | Mar  | Apr  | Mag  | Giu  | Lug  | Ago  | Set  | Ott   | Nov  | Dic    | Inv      | Pri      | Est      | Aut      | Anno |
| -------------------------- | ------ | ------ | ---- | ---- | ---- | ---- | ---- | ---- | ---- | ----- | ---- | ------ | -------- | -------- | -------- | -------- | ---- |
| T. max. media (°C)         | 12     | 13     | 15   | 18   | 22   | 26   | 28   | 28   | 25   | 21    | 17   | 14     | 13       | 18,3     | 27,3     | 21       | 19,9 |
| T. min. media (°C)         | 5      | 5      | 7    | 9    | 13   | 17   | 19   | 19   | 17   | 13    | 9    | 6      | 5,3      | 9,7      | 18,3     | 13       | 11,6 |
| Precipitazioni (mm)        | 51     | 57     | 52   | 47   | 37   | 32   | 27   | 39   | 62   | 65    | 54   | 63     | 171      | 136      | 98       | 181      | 586  |
| Umidità relativa media (%) | 77     | 74     | 72   | 68   | 68   | 65   | 64   | 65   | 68   | 72    | 76   | 78     | 76,3     | 69,3     | 64,7     | 72       | 70,6 |
| Vento (direzione-m/s)      | NNW 16 | NNW 16 | E 16 | E 16 | E 16 | E 16 | E 16 | E 16 | E 16 | NNE 9 | S 9  | WNW 16 | 16       | 16       | 16       | 11,3     | 14,8 |

## Origini del nome
Il toponimo "Gravina" proviene dalle gravine, spaccature della crosta terrestre simili a canyon. Sul motto riportato sul gonfalone cittadino è riportata una curiosa paretimologia: vi è scritto “Grana dat et vina" (trad. "offre grano e vino"), attribuito alla città da Federico II di Svevia, il quale amava questa città tanto da definirla "giardino di delizie". Egli, infatti, fece realizzare in loco un castello, del quale restano delle rovine visitabili, che aveva la funzione di ospitare lui ed i suoi uomini, prima e dopo le battute di caccia svolte nel territorio murgiano. Signore del castello fu capostipite dei Gravina, nobile famiglia di origine normanna il cui ramo italiano prese il nome dalla città. Un possedimento dei Gravina nei pressi di Catania divenne noto nel XVII secolo con il nome di Gravina Plachi, poi Gravina di Catania, dunque Gravina divenne Gravina in Puglia.

## Storia
(Diodoro Siculo, Bibliotheca historica, XX, 80,1)
(Strabone, Geografia, VI, 3,8)
Grazie alla posizione strategica dei vari abitati, Gravina può vantare una storia antichissima. Il suo territorio risulta essere stato abitato già dal Paleolitico antico, data l'alta presenza di acque nel torrente della Gravina, mentre i resti più consistenti risalgono al Neolitico, sin dal 5950 a.C. (Casa S. Paolo e Ciccotto).
Gli insediamenti più antichi sono stati individuati nelle contrade di Botromagno, S. Paolo, Vagnari, S. Stefano e S. Staso (paleocristiano).
I toponimi Sidis (Σίδις), Sìlbion (Σιλβìον), Sidìon, Silvium, Petramagna o Botromagno (nome della collina dove si è sviluppato l'antico abitato) e i nomi degli antichi indigeni, quali Sidini, Silvini, attestano che la città subì la colonizzazione peuceta, prima, e greca, poi. In seguito, la conquista romana, come confermato anche dagli evidenti scavi archeologici, le necropoli e i relativi corredi funerari.

All'epoca di Alessandro il Molosso, divenne polis con diritto di coniare monete (Sidinon) e dopo la terza guerra sannitica (305 a.C.) divenne municipium romano, toccato dal tracciato della via Appia.

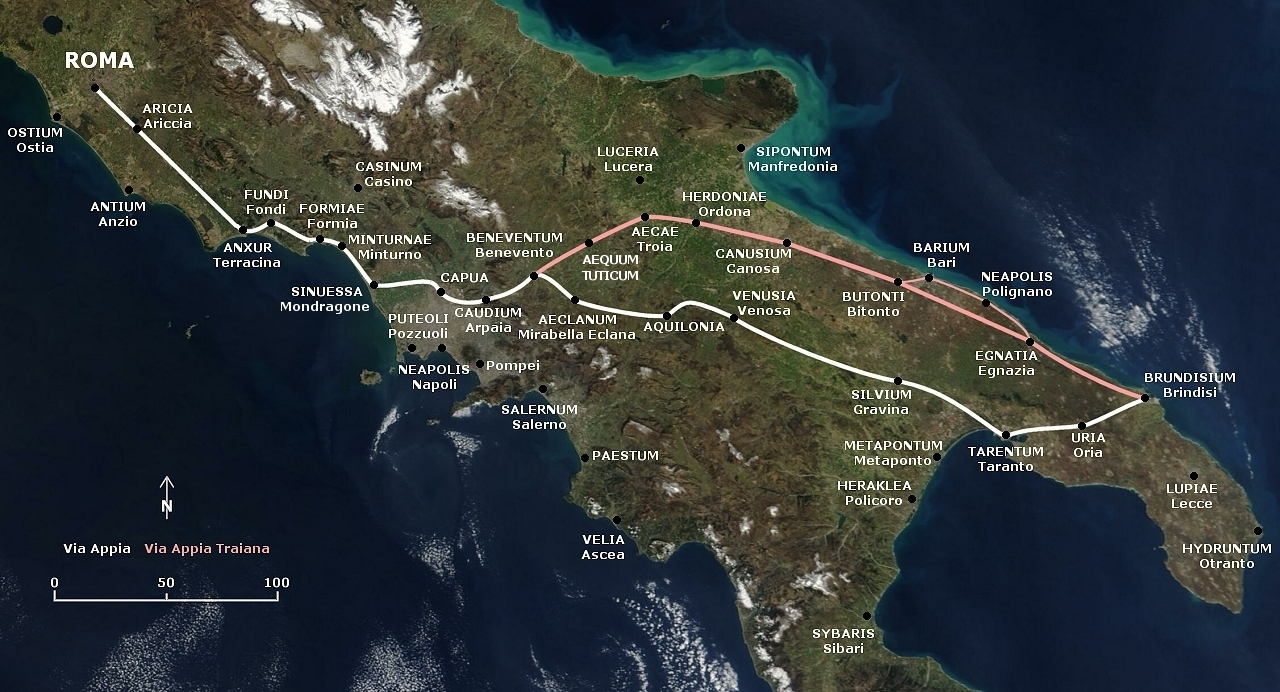
Il percorso della Via Appia che, da Benevento, si diramava nella cosiddetta "Appia antica", in basso, che conduceva a Brindisi passando da Taranto, e "Appia Traiana", tracciato in alto

Un ritrovamento di uno scheletro appartenuto a un uomo di origine cinese o mongola nella necropoli di Vagnari, testimonia l'esistenza di rapporti fra la città di Gravina e l'Estremo Oriente già nel 200 d.C.
Prima influenzata dai Greci, poi occupata da Roma, fu facile preda dei Visigoti di Alarico e dei Vandali di Genserico nel V secolo d.C. Distrutto il centro abitato, uno sulla collina di Botromagno e l'altro sul ciglio del burrone, la popolazione si trasferì nel sottostante burrone, dove alle grotte preesistenti aggiunsero altre abitazioni.
Con la caduta dell'Impero Romano d'Occidente, seguì le vicende dell'intera Italia, passata attraverso l'effimero dominio dell'erulo Odoacre, il regno goto e, infine, all'inizio del V secolo, la riconquista dell'Impero ad opera di Giustiniano. Durante lo stesso secolo fu inglobata nel dominio dei nuovi invasori Longobardi, sino all'avvento dei Normanni. Intorno al 1006 fu contea con Accardo, padre di Umfrido. Questi nel 1091 ricostituì la diocesi e consentì la costruzione della cattedrale presso il castello, sul ciglio della "Gravina" tra i rioni, Piaggio e Fondovico.
Le famiglie degli Aleramici e dei De Say la elevarono a marchesato; Federico II di Svevia, con Gilberto d'Aigle, vi istituì le curiae generales, cui facevano capo i giustizierati di Basilicata, Capitanata e Puglia (quest'ultimo poi suddiviso in Terra di Bari e Terra d'Otranto), mentre la sua contea comprendeva gli attuali territori dei comuni di: Altamura, Ruvo, Bitetto e Grumo Appula.
Dal 1267 al 1380 fu feudo degli Angioini ora d'Angiò, ora d'Ungheria. In questo stesso periodo, Gravina divenne città demaniale e feudale. Conobbe il Cristianesimo nel I secolo d.C. e fu evangelizzata da Basiliani, Benedettini, Francescani, Domenicani. Nel XIII secolo giunsero i monaci degli ordini cavallereschi: Templari e Cavalieri Gerosolomitani, che furono possessori di case e territori di grandi estensione. Nel XV secolo divennero feudatari gli Orsini di Roma, questo ramo fu tra i più importanti dell'intera casata. Francesco Orsini, prefetto di Roma, elevò il feudo di Gravina in Puglia a ducato.

Altare nella Cattedrale dedicato a San Filippo Neri, con affresco raffigurante il Santo in atto di adorare la Madonna

Gli Orsini furono signori dal 1420 circa al 1816. In questo lungo arco di tempo la città subì le prepotenze feudali, dell'alto clero e dell'oligarchia locale. La città è molto nota in quanto nel 1649 vi nacque Pietro Francesco Orsini, poi Papa Benedetto XIII. L'Orsini conobbe fin da giovane la figura e la spiritualità di San Filippo Neri, che influenzarono profondamente la sua formazione religiosa. Durante il suo episcopato a Benevento, si verificò un evento che contribuì ad accrescere la sua devozione verso il Santo. Il 5 giugno 1688, un violento terremoto colpì Benevento. In quel momento, il Cardinale Orsini si trovava nell'appartamento superiore del palazzo arcivescovile, in compagnia di un gentiluomo della diocesi. Il crollo dell’edificio li travolse entrambi: il gentiluomo morì, mentre Orsini si salvò miracolosamente, riportando solo lievi contusioni. La sua salvezza fu attribuita alla presenza di un armadio che, cadendo con lui, si aprì formando una sorta di rifugio tra le macerie. All’interno dell’armadio si trovava una stampa raffigurante San Filippo Neri in visione della Madonna, nell’atto di sorreggere il tetto della Chiesa di Santa Maria in Vallicella a Roma. L’immagine, ritrovata sul capo del Cardinale, fu interpretata come segno di protezione celeste.

Busto reliquiario, dono di Papa Benedetto XIII alla diocesi di Gravina

L'episodio, già noto in ambito locale, ricevette nuova attenzione dopo l’elezione di Orsini al soglio pontificio, nel 1724. Furono infatti diffusi opuscoli agiografici e resoconti del miracolo, tra cui una relazione redatta dallo stesso Benedetto XIII. Il pittore Pier Leone Ghezzi realizzò un dipinto raffigurante la scena del terremoto e della miracolosa salvezza, oggi conservato nella Chiesa di Santa Maria in Vallicella. La devozione verso San Filippo Neri si estese anche alla città natale di Orsini, Gravina in Puglia. Qui il futuro Papa volle proclamare San Filippo copatrono, accanto a San Michele Arcangelo. A tale scopo donò alla Cattedrale un busto reliquiario in argento contenente una reliquia dei precordi del Santo. Nella stessa Cattedrale si trovano un dipinto raffigurante San Filippo Neri in adorazione della Madonna (copia di un’opera di Guido Reni) e l'apparizione della Madonna a San Filippo in un affresco sul soffitto. Un’ulteriore rappresentazione del miracolo del terremoto è conservata nella Chiesa di San Domenico a Gravina. La tela, probabilmente commissionata dalla duchessa Frangipane della Tolfa, madre del futuro pontefice, raffigura San Filippo che intercede per il Cardinale Orsini.
La situazione si aggravò durante il periodo borbonico, quando aumentarono angherie e violazioni di elementari diritti umani, tanto che Gravina contò molti rivoluzionari e patrioti dal 1789 sino all'Unità d'Italia, con una "vendita" carbonara.
Protagonista delle vicende storiche di fine Ottocento ed inizio Novecento, contribuì moltissimo all'Unità d'Italia con patrioti e martiri delle guerre d'indipendenza e della prima guerra mondiale. Infatti, nella villa comunale, è stato dedicato loro un monumento dei caduti. Durante il secondo conflitto mondiale, parte del centro storico fu oggetto dell'esplosione di una bomba sganciata da un aereo alleato, nel tentativo di alleggerire il proprio peso per sfuggire alla caccia di aerei tedeschi.

### Simboli

Il gonfalone civico

Lo stesso e il gonfalone del comune di Gravina di Puglia sono stati riconosciuti con decreto del capo del governo del 26 marzo 1934.
Il gonfalone è un drappo partito di giallo e di azzurro.

## Monumenti e luoghi d'interesse

### Architetture religiose

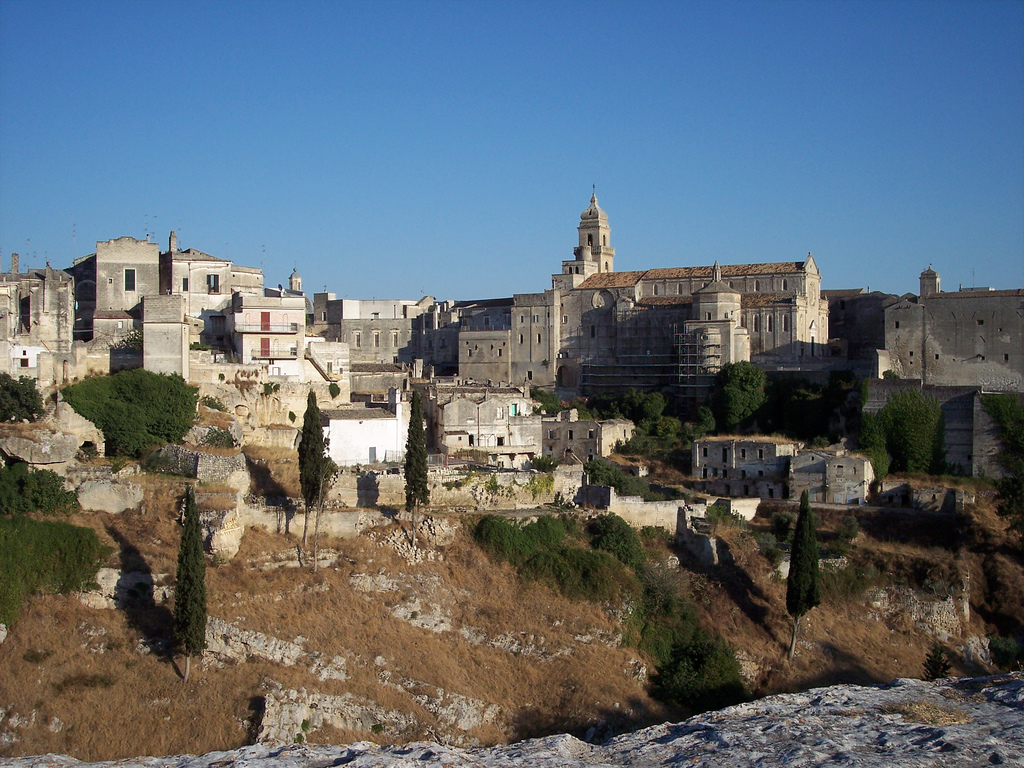
Vista della cattedrale S. Maria Assunta di Gravina in Puglia.

- Basilica Cattedrale Santa Maria Assunta (piazza Benedetto XIII): è la Cattedrale e la chiesa principale della città, costruita all'inizio dell'XI secolo. Viene ricostruita alla fine del XV sec., probabilmente dopo una distruzione causata da un terremoto. Suddivisa in tre navate, con soffitto ligneo decorato, è ricca di opere di scuola napoletana, altari marmorei, un Coro in noce e una Pala in pietra del XVI sec. Nel piazzale antistante è situata la statua del Papa Benedetto XlII, nato a Gravina e Pontefice dal 1724 al 1730.
- Chiesa rupestre della Madonna della Stella. Ai piedi del colle Botromagno sorge la chiesa rupestre Madonna della Stella. Nel 1550 diventò santuario mariano, dopo essere stata luogo di culto pagano in epoca precristiana.
- Chiesa del Sepolcreto, detta anche chiesa di Santa Maria degli Angeli. Situata a ridosso del ponte viadotto, di fronte al Bastione Medievale, risale all'inizio dell'XI sec. circa. È suddivisa in tre navate e nell'abside centrale conserva alcuni residui di affreschi e un altare minore utilizzato per la distribuzione della Comunione.
- Chiesa rupestre di San Basilio. È ubicata nel rione Piaggio, il più antico della città insieme a Fondovito, e si presume risalga al X sec. circa. È suddivisa in quattro navate da pilastri e da colonne irregolari e presenta l'abside originale collocato lateralmente all'ingresso.
- Chiesa rupestre di Sant'Andrea. A tre navate scandite da dieci colonne, è situata nell'omonimo "cavato", nell'antico rione dei Greci. Fu parte integrante del monastero benedettino fondato, forse, da San Guglielmo da Vercelli (1085-1142).
- San Michele delle Grotte, risalente al VIII-IX sec. Collocata nel rione Fondovito (tra i due più antichi della città), è interamente scavata nel tufo, a pianta quadrangolare e suddivisa in cinque navate. Si presume risalga al VIII-IX sec. (secondo l'Istituto Centrale per il Catalogo e la Documentazione risalirebbe al V sec.). L'8 maggio di ogni anno, vi si celebra la festa di San Michele delle Grotte, in occasione della quale l'intero rione è addobbato con i "balloni".
- Chiesa del Purgatorio. Fu costruita come cappella funeraria della famiglia Orsini tra il 1649 e il 1654, su commessa dei duchi Orsini di Gravina, genitori del Papa Benedetto XIII. Conserva la grande Pala d'altare della Madonna del Suffragio di Guarini.

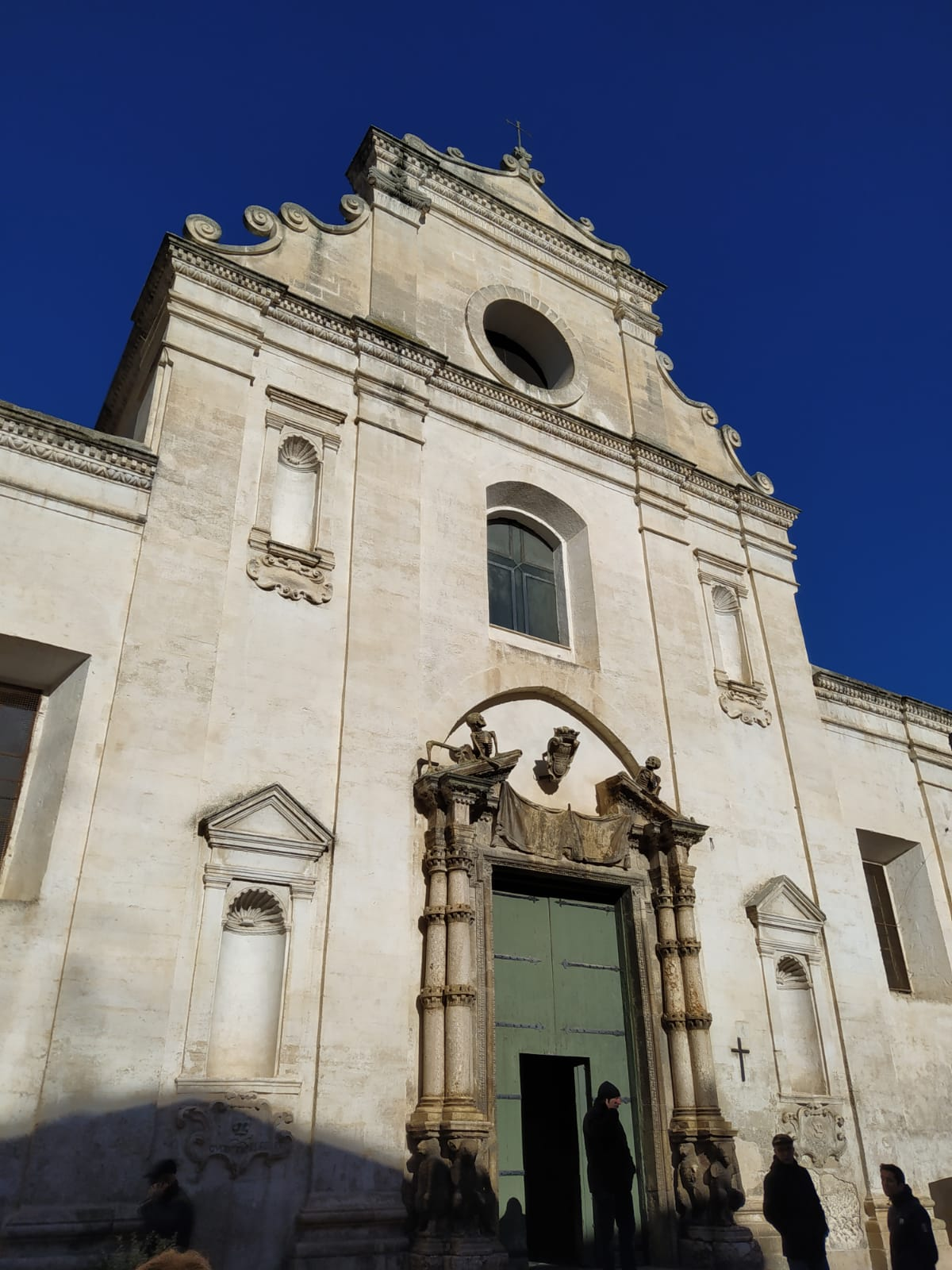
Chiesa del Purgatorio, Santa Maria del Suffragio

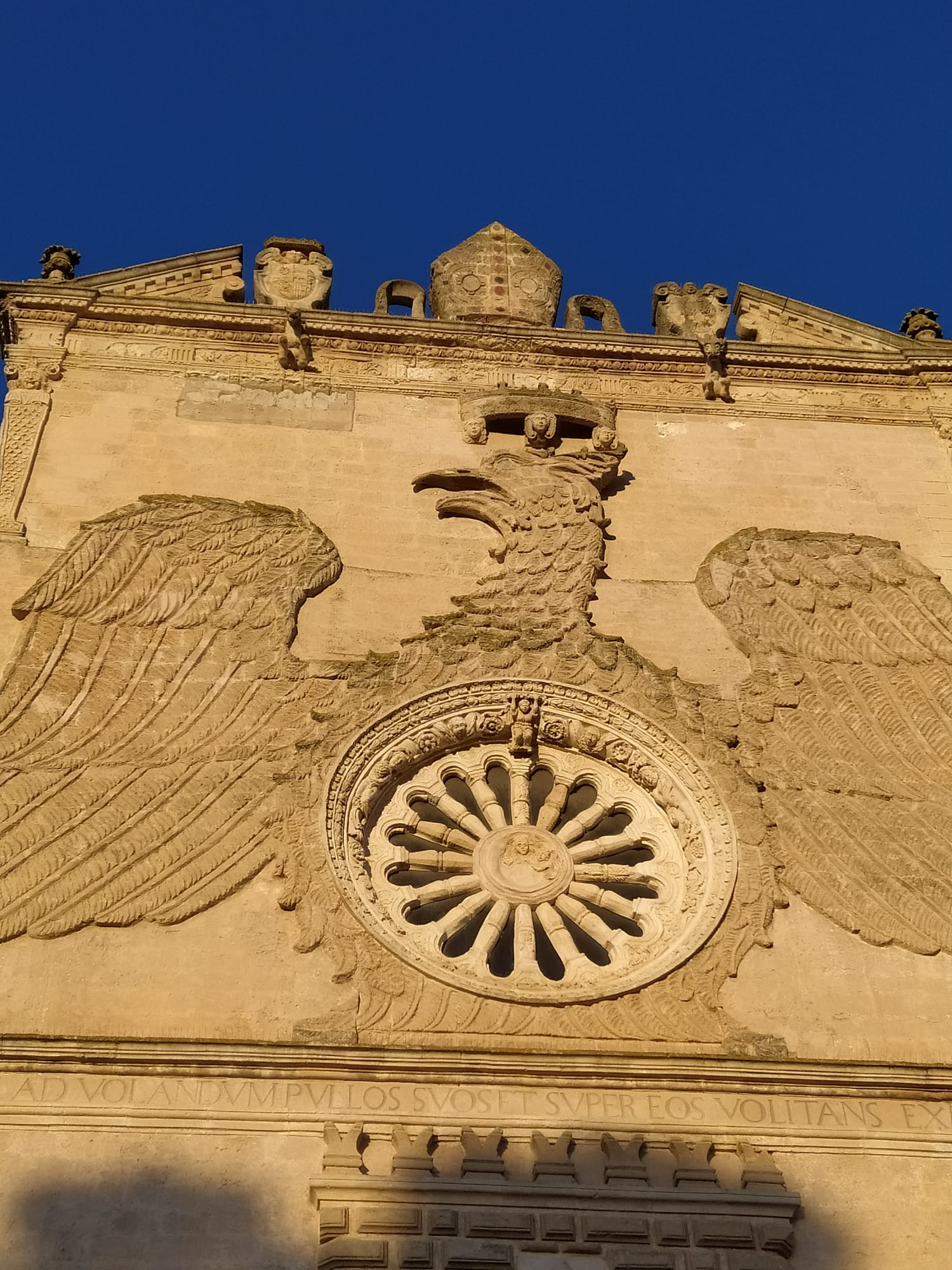
Chiesa della Madonna delle Grazie, dettaglio della facciata.

- Chiesa della Madonna delle Grazie (XVII sec.) detta anche dell'Aquila. Nata come Santuario mariano fuori della città, è nota per la sua singolare facciata sulla quale è riprodotto lo stemma della famiglia del Vescovo Giustiniani, che a proprie spese, la edificò nel 1602.
- Chiesa di San Sebastiano. Eretta nel 1474 con l'aiuto del Duca Ferdinando II sui resti di una badia benedettina, ospita un chiostro con affreschi seicenteschi di Fra Giuseppe da Gravina ed un pozzo originale al centro.
- Chiesa di Santa Maria delle Domenicane (XVI sec.).
- Chiesa di Santa Teresa (XIV sec.).
- Chiesa di Sant'Agostino (XVI sec.).
- Chiesa di Santa Sofia (XVI sec.). La chiesa quattrocentesca accoglie le spoglie della duchessa Angela Castriota Scandenberg nel bellissimo monumento sepolcrale in marmo bianco del XVI sec. Nel 1539 Ferdinando Orsini d'Aragona vi aggiunse un ampio monastero di Clarisse.
- Chiesa di San Francesco d'Assisi (XV sec.). Sorta sui resti di una primitiva chiesa francescana del 1300, l'attuale Chiesa risale al XVI sec., nelle forme del rinascimento locale che caratterizzano anche la Cattedrale. Di particolare rilievo il campanile settecentesco e il Chiostro adiacente.
- Chiesa di San Nicola (XVIII sec.).
- Chiesa di San Domenico (XVII sec.).
- Chiesa di Santa Lucia (XVI sec.).Chiesa di S.Lucia Rione Piaggio

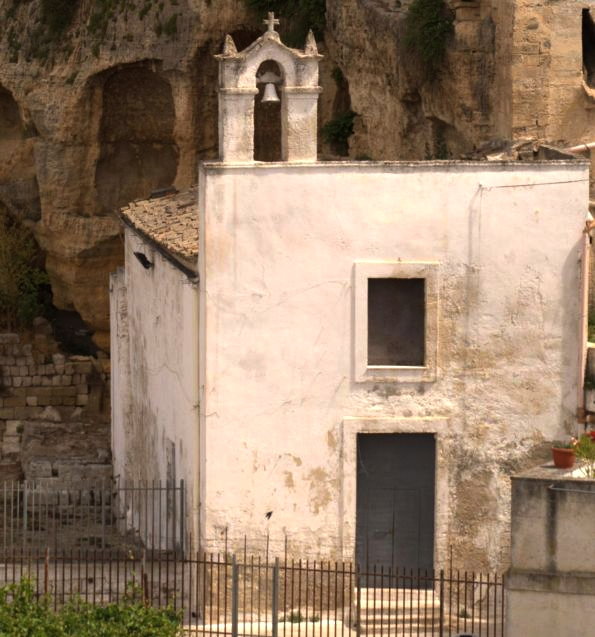
Chiesa di S.Lucia Rione Piaggio

- Chiesa dei Santi Nicola e Cecilia (XVI sec.).
- Chiesa dell'Annunciazione (XVI sec.).
- Chiesa Lamia dei Morti, Soccorpo della Cattedrale (XV sec.).
- Chiesa di San Giorgio (XIII sec.).
- Chiesa di San Giovanni Battista (XV sec.).
- Chiesa di San Giovanni Evangelista, conosciuta come Chiesa di Sant'Anna.
- Chiesa di San Bartolomeo.
- Chiesa Mater Gratiae.
- Chiesa di San Donato della Selva.
- Chiesa di San Felice (XVI sec.).
- Chiesa del Gesù (XVI sec.).
- Cripta di San Marco.
- Cripta di San Vito Vecchio. Per una migliore conservazione è stata fedelmente ricostruita all'interno della Fondazione E. Pomarici Santomasi dopo essere stata esposta alla mostra internazionale di Bruxelles nel 1958. Il meraviglioso ciclo di affreschi bizantineggianti è dominato, al centro, da un maestoso Cristo pantocratore.
- Cripta Tota.
- Cripta di Santa Maria della Neve.
- Cripta di Santo Stefano.

#### Chiesa del Padre Eterno oDeesis
È locata sul versante ovest del costone ed è incompleta, a testimonianza di ciò sono visibili alcune arcate e colonne che introducono la navata principale, senza abside; accanto due solchi usati per la tumulazione. Erano presenti affreschi dedicati a san Nicola e san Pietro, successivamente prelevati e restaurati presso la Fondazione E. P. Santomasi.

#### Chiesa della SS. Annunziata
Oggi sconsacrata, al suo interno presentava un altare e diversi dipinti religiosi; secondo la tradizione ivi ebbe luogo l'omicidio di un vescovo eretico, databile al XV sec.. Nel 1714 papa Benedetto XIII decretò la fine delle funzioni celebrative e il loro trasferimento presso la cattedrale, causa le condizioni fatiscenti in cui versava la chiesa.

### Architetture civili

#### Castello svevo
Voluto dall'imperatore Federico II, fu costruito sulla sommità di una collina a nord della cittadella tra il 1223 e il 1231, paragonato dal cronista Villani alla Porta di Capua e al Castello Capuano di Napoli, e ricordato dal Vasari come barco cinto di mura per l'uccellagioni, a testimonianza dell'attività di caccia compiuta dall'imperatore. Nel territorio erano comprese diverse aree boschive di una zona denominata Guardialto e un lago, oggi scomparso.
L'edificio è a forma rettangolare, misurante 29,4 x 58,7 m, allo stato attuale di rudere; in origine era a due piani, circondato da un piccolo cortile, e si accedeva da un'entrata detta cum porta magna, i lati lunghi comprendevano quattro torri quadrate, di cui restano solo le basi, ed era anche presente una cisterna, posta nei sotterranei, che garantiva sufficiente rifornimento di acqua. Il pianterreno era provvisto di vari depositi, forni, cucine e stalle, mentre l'ultimo piano conteneva una sala che ospitava il sovrano e gli uomini durante le battute di caccia o le riunioni generali della Curia.

#### Palazzo de Gemmis-Pellicciari
Settecentesco palazzo edificato dai nobili Pellicciari, oggi appartenente ai Baroni de Gemmis di Castel Foce. È un ampio elegante palazzo nobiliare ad archi che presenta a nord e a sud due torri. È sovrastato da una veranda coperta.
- Complesso di case Pellicciari.
- Palazzo Pomarici Santomasi.
- Palazzo Popolizio.

### Architetture militari
- Bastione medievale. Ultimo pezzo dell'antica cinta muraria, collega il quartiere di Sant'Andrea al ponte acquedotto con ampia vista sulla gravina.
- Campo dei missili, presso il Bosco Difesa Grande.[20]Palazzo Capone-Spalluti dopo i restauri effettuati nel 2015.

### Altro
- Ara funeraria.

#### Le Quattro Fontane
Il monumento fu costruito nel 1778 per portare in città l'acqua dalla sorgente di Pozzo Pateo.

#### Ponte viadotto acquedotto
Ponte a doppia arcata, completato nel 1778, nacque come viadotto per raggiungere il Santuario della Madonna della Stella e come acquedotto per approvvigionare la città.

Divenuto simbolo di Gravina, collega le due sponde del burrone.

#### Teatro Mastrogiacomo
La costruzione del Teatro Mastrogiacomo fu iniziata nel 1923, per volontà di Michele Mastrogiacomo, il quale impegnò tutto il suo patrimonio per realizzare tale teatro nel centro cittadino: l'inaugurazione avvenne nel 1927. Nel teatro, che fu usato pure come cinema, furono eseguite opere liriche e operette, oltre commedie e drammi teatrali nonché il varietà, la rivista e avanspettacolo. Il teatro fu demolito nel 1939 in rispetto della legge che imponeva di eliminare tutto il materiale legnoso, onde evitare il rischio di un incendio, quindi nel 1941 fu inaugurato il nuovo edificio in cemento armato. Molti celebri artisti si esibirono nel teatro gravinese, che poteva ospitare 612 spettatori: 327 in platea e 285 in galleria. Nel 1995 il teatro chiuse e l'edificio non fu più restaurato, ma gli eredi proprietari della famiglia Mastrogiacomo e l'amministrazione comunale stanno cercando di trovare la risorsa finanziaria per un restauro.

#### Torre dell'orologio e Monumento ai Caduti
Al centro della Villa Comunale spiccano la Torre dell'Orologio, costruita sulla cinta muraria nei pressi del Palazzo Ducale Degli Orsini, con orologio del 1892 della Ditta Curci di Napoli, e il Monumento bronzeo ai Caduti della Grande Guerra 1915-18.

### Siti archeologici
- Complesso delle Sette Camere. Risale, presumibilmente, agli ultimi secoli dell'Alto Medioevo. Frutto dell'escavazione artificiale in un banco di tufo sul versante ovest della gravina, si articola in diversi vani.
- Collina di Botromagno[22], di oltre 430 ettari.[23]
- Area archeologica Padre - Eterno. L'area archeologica (VII - IV sec. a.C.) prende il nome dalla chiesa rupestre del Padre Eterno (XI sec.) e si snoda lungo il costone occidentale della gravina.

## Società

### Evoluzione demografica
Abitanti censiti

### Etnie e minoranze straniere
Gli stranieri residenti a Gravina in Puglia al 31º dicembre 2019 (dati Istat) sono 1 473 e rappresentano il 3,4% della popolazione residente. Le comunità straniere più numerose sono:
- Albania 415
- Romania 203
- Marocco 140
- Nigeria 86
- India 75
- Cina 55

### Lingue e dialetti

#### Dialetto gravinese
Il dialetto gravinese (/ɡravəˈnɨːsə/) viene classificato dal Mancarella e dal Mastromatteo come appartenente alla fascia centrale dei dialetti pugliesi (erroneamente definita apulo-barese), con influenze lucane dovute alla vicinanza con la parte nord-orientale della Basilicata.

### Tradizioni e folclore

#### Fiera di San Giorgio
La fiera regionale di San Giorgio è la fiera più antica d'Italia, si svolge sempre dal 20 al 25 aprile nel quartiere fieristico in via Spinazzola. Sembra che sia nata da un'idea del feudatario francese di Gravina in Puglia e Altamura Ludovico de Bellojoco (XIII sec. d.C.) e vi è un documento che attesta il ripristino della fiera, concesso da Carlo d'Angiò risalente al 1294, la fiera vede l'esposizione dei propri prodotti da parte degli operatori nel settore dell'agricoltura, artigianato, enogastronomia. Durante i giorni fieristici, viene anche organizzata una rievocazione storica medioevale.
In concomitanza con la secolare fiera, l'associazione "Conte Giovanni di Montfort" rievoca la prima edizione della fiera, con una sfilata di figuranti con abiti dell'epoca e la lettura dell'editto d'apertura.

## Cultura

### Istruzione

#### Biblioteche
- Biblioteca della Fondazione Ettore Pomarici Santomasi

### Biblioteca Finya
Il vescovo Domenico Cennini, dopo aver visitato alcune biblioteche durante il suo vescovado, decise di dotare i sacerdoti ed i seminaristi della diocesi gravinese, di un luogo in cui permettere la formazione culturale e teologica. Nel testamento redatto nel 1684, ordinò che la sua collezione di libri fosse trasferita dal suo studio di Napoli a Gravina, oltre a quelli già presenti, di costruire un edificio per poterveli conservare, e metterli a disposizione di capitolari ed ecclesiastici al bisogno, e di eleggere annualmente un custode che ne avesse cura. L'edificio venne completato nel 1686, e venne inizialmente retto dall'allora arcivescovo Francesco Maria Orsini; il primo bibliotecario nominato fu don Giuseppe Camerata.

#### Scuole
A Gravina vi sono otto scuole dell'infanzia e altrettante scuole primarie:
- Arcangelo Scacchi
- Don Saverio Valerio
- Domenico Nardone
- San Giovanni Bosco
- San Domenico Savio
- Michele Soranno
- Tommaso Fiore
- Padre Pio da Pietrelcina

Vi sono, inoltre, quattro scuole secondarie di primo grado:
- Nunzio Ingannamorte;
- Ettore Pomarici Santomasi;
- Benedetto XIII;
- Don Eustachio Montemurro

e due istituti superiori di istruzione e formazione: il liceo statale Giuseppe Tarantino e l'Istituto Tecnico e Professionale IISS "V. Bachelet - G. Galilei".

#### Musei
A Gravina in Puglia sono presenti quattro musei:
- Museo della Fondazione Ettore Pomarici Santomasi. Ente Morale dal 1920, ospita al primo piano gli appartamenti della famiglia Pomarici Santomasi, con sette sale in stile barocco. Accoglie anche una sezione archeologica con reperti del sito di Botromagno (VII-lII sec. a. C.),una pinacoteca con oltre 260 tele tra cui il "San Sebastiano" di L. Carracci, un'importante Biblioteca, collezioni di numismatica e ceramica e la Cripta di San Vito Vecchio.
- Museo Laboratorio della Civiltà Contadina e degli Antichi Mestieri
- Museo Capitolare di Arte Sacra
- Museo Civico Archeologico

### Cinema
Nel 1953 è stato girato il film "La lupa (film 1953)" di Alberto Lattuada dove ci sono delle scene nella chiesa rupestre di San Michele.
Nel 1967 è stato girato il film C'era una volta di Francesco Rosi con Sophia Loren, Omar Sharif. Girato in parte nelle terre della masseria Pellicciari tra Gravina e Irsina.
Nel 1975 è stato girato Qui comincia l'avventura di Carlo Di Palma con Monica Vitti e Claudia Cardinale. Alcune scene, come la stireria dove lavora la Cardinale, sono state girate nel rione Giulianello, quartiere periferico di Gravina.
Nel 1978 è stato girato il film Cristo si è fermato a Eboli di F. Rossi.
Nel 1981 è stato girato il film Tre Fratelli di Rosi.
Nel 1990 è stato girato nella masseria Pellicciari il film Ne parliamo lunedì, regia di Luciano Odorisio, con Elena Sofia Ricci, Andrea Roncato e Francesco Scali
Nel 2003 è stato girato Balletto di Guerra.
Nel 2007 la Rai ha girato parte della fiction in due puntate su papa Paolo VI a trent'anni dalla morte. Le riprese sono state effettuate nel chiostro di San Sebastiano.
Nel 2008 è stato girato a Gravina il film tedesco Indovina chi sposa mia figlia! con Lino Banfi, storia di un oriundo italiano in Germania che torna in Italia per organizzare le nozze della propria figlia con un uomo tedesco.
Nel 2009 è stata girata gran parte della fiction di Rai 1 Pane e libertà, che racconta la vita del sindacalista e politico e sindacalista Giuseppe Di Vittorio, interpretato da Pierfrancesco Favino. Inoltre, nel 2009 sono stati girati L'uomo nero di Sergio Rubini ed alcune scene di focaccia blues del regista gravinese Nico Cirasola.
Nel 2010 è stato girato Appartamento ad Atene Tratto dal romanzo omonimo di Glenway Wascott, con Laura Morante.
Nel 2011 è stato girato Genesi con Alberto Rubini e Roberto Herlitzka.
Nel 2014 è stato girato Se ti diranno di me di Marco Tullio Giordana.
Nel 2016 sono stati girati They Sell di Andrea Purgatori e The little crusader di Václav Kadrnka.
Nel 2017 sono stati girati Il Capitano Maria con Vanessa Incontrada e [[Il bene mio]] di [[Sergio Rubini]], abitante di Provvidenza.
Nel 2018 sono stati girati Il ladro di Giorni, di Guido Lombardi. e Maria Maddalena (film 2018) di Garth Davis prodotto da Iain Canning. Distribuito da Universal Picture con Rooney Mara: nella parte di Maria Maddalena e Joaquin Phoenix nella parte di Gesù.
Il 2019 sono state girate scene di Pinocchio di Matteo Garrone, il film Netflix L'ultimo Paradiso con Riccardo Scamarcio, Tolo Tolo di Checco Zalone, No Time to Die 007 di Cary Fukunaga con Daniel Craig e The Last Planet di Terrence Malick.
Il 2023 sono state girate scene di Luce nella Masseria di Riccardo Donna. La location scelta è stata Masseria Pantano nel Parco Nazionale dell’Alta Murgia.

### Cucina
È conosciuta per diverse specialità gastronomiche, come il formaggio Pallone di Gravina, il sasanello e il vino (Verdeca di Gravina) Gravina DOP.
Il comune fa parte della rete delle cittàslow promossa da Slowfood. 
I prodotti certificati sono il cibo bianco Gravina DOP, il Pallone di Gravina presidio Slow Food e ben 14 prodotti PAT. Cenni storiografici indicano Gravina come città del grano e del vino ("Grana Dat et Vina": "offre grano e vino") come scritto nello stemma araldico cittadino. Nei manoscritti presenti presso la fondazione Ettore Pomarici Santomasi, lo scrittore Domenico Nardone citava l'agro di Gravina come uno dei terreni più fertili della provincia che offre ogni genere di prodotti; dello stesso parere era l'imperatore Federico II di Svevia, che descrisse Gravina come "giardino di delizie":
Qui di seguito una lista di prodotti tipici:
- Cardoncello (loc. cardungìdde / pl. cardungéddere): è un fungo che cresce nella murgia gravinese. Lo si può aggiungere a sughi per accompagnare primi con pasta fatta in casa; ottimo come contorno per carni o anche da mangiare da solo in sott'olio o al forno, gratinato;
- Pallone (loc. pallòune)[46];
- Fallone (loc. fallòune) un caratteristico formaggio fresco da consumare appena fatto;
- Verdeca di Gravina (verdèche): particolare vino bianco prodotto esclusivamente in agro gravinese, con un retrogusto dolce-frizzante. È un prodotto a denominazione di origine protetta;
- Sasanello gravinese (loc. sasanìdde / pl. sasanéddere): biscotto friabile preparato con vincotto (decotto di fichi), semola (o farina di grano duro), chiodi di garofano, ammoniaca (per la lievitazione), aromi naturali (quali bucce d'arancia);[47]
- Tarallo dolce al vino (sing. peccelatìdde/ pl. peccelatéddere);[47]
- Focaccia di San Giuseppe: (loc. rùcchele o fecàzze de Sande Geséppe), viene preparato con l'impasto della focaccia intanto olio extravergine d'oliva e ripieno con acciughe sotto sale, cipolla lunga, uva sultanina. Assieme ad altre pietanze come i calzoni alla ricotta dolce e il pollo ripieno dolce rappresentano il sapore agro-dolce della cucina gravinese;[47]
- Lampascioni (loc. vambasciùle): dopo conservazione in olio extravergine di oliva, può essere cotto a mo' di minestra;
- Soppressata (loc. suvversète);
- Pizzintella (loc. pezzendédde): una caratteristica salsiccia preparata con le parti meno nobili del maiale, fresca viene usata per preparare sughi, secca viene servita come insaccato;;[47]
- Ventresca (loc. vendrésche): una caratteristica pancetta di maiale arrotolata;[47]
- Crapiata (loc. crapiète): una minestra a base di cicorie selvatiche e fave, cotte fino ad ottenere una minestra simile ad una purea;[47]
- Cicerchie: (loc. cecérchie) un legume di varietà particolare solitamente preparato in una minestra con aggiunta di pasta fresca (tagliolini);[47] la tipicità è rappresentata dalla Cicerchia grande di Gravina[48]
- Cece Rosso Rugoso di Gravina[49], leguminosa storica del territorio. Si presenta di piccole dimensioni, rugosa e saportita.
- Calzoni di ricotta dolce al ragù (loc.vcalzòune - pl. calzùne): pasta ripiena simile ai ravioli con un ripieno di ricotta, zucchero, cannella e scorza di limone grattugiato. Vengono serviti come primo piatto con sugo di ragù, creando un piacevole contrasto dolce-salato. Vengono solitamente serviti durante le feste;[47]
- Tagliatelle col vincotto (loc. tagghiatédde p'u mírre cutte): piatto tipico gravinese servito durante la festa di San Giuseppe;[47]
- Calariello (calarìdde): è un commisto di verdure e carne di agnello, che viene fatto rosolare in olio extravergine di oliva, aglio, peperoncino e una cipolla con una spruzzata di vino bianco; Successivamente vengono aggiunte le verdure murgiane a scelta: senape, cime di rape (cène de rèpe), bietole selvatiche (iàitele), finocchietti (detti fenucchìtte) selvatici murgiani, cicorie e un gambo di sedano (àcce) fungeva da piatto unico per i pastori della Murgia, che oltre ad agnello utilizzavano verdure, funghi ed erbe spontanee.;[47]
- Pane cotto (pène cùtte): è un misto di verdure e pane raffermo. Vengono fatte bollire le verdure quali: bietole, cime di rape e cicorie. In seguito aggiungere un uovo per ogni banchettante e pane raffermo. Tolta l'acqua in eccesso viene aggiunto aglio fritto in olio extravergine di oliva e peperoncino.;[47]
- Composta di peperoni dolci (cumbòste): conserva ottenuta da peperoncini dolci tagliati a pezzettini piccoli, che dopo l'asciugatura sotto pressa vengono conservati in vasi di vetro in abbondante olio extra-vergine di oliva, aglio, seme di finocchio. Vengono serviti come contorno o come companatico;[47]
- Marro e gnomerello (màrre - pl. invariato/gnumerìdde - pl. gnumeréddere): il primo si differenzia dal secondo solo quanto a dimensione, essendo il primo un involtino gigante. Sono involtini composti da animelle di capretto alla brace, conditi con sale e pepe cotto a fuoco lento alla brace.
- Cartellate di Natale (loc. chiòuse/ pl. chiòsere): analoghe al dolce diffuso in tutta Italia, preparate anche con la variante del vincotto al posto dello zucchero a velo;[47]
- Calzoncelli dolci ai ceci: un dolce ripieno, di forma circolare, tipico del natale è preparato con l'impasto delle cartellate (chiacchiere). Vengono farciti con una crema a base di ceci arrostiti, zucchero, cannella, chiodi di garofano, scorza di limone, vincotto e cacao. In seguito vengono fritti e spolverati di zucchero a velo;[47]
- Sanguinaccio: una crema dolce a base di sangue di maiale, cioccolato, cacao amaro zucchero, mandorle;[47]
- Scarcella di Pasqua (loc. scarcédde): un dolce a forma di bambola (pupa) o cesto, preparato per i bambini durante le festività pasquali;[47]

### Eventi
- Raduno internazionale dei Cortei Storici Medioevali[50][51]

## Economia
(Federico II di Svevia)
Le attività produttive gravinesi sono da sempre state vocate all'agricoltura e ai suoi derivati. 
La capacità artigianale gravinese è piuttosto ampia soprattutto se legata all'edilizia, al manifatturiero e all'agro-alimentare.
Il mobile imbottito resta una delle vocazioni dell'area.
Il turismo, dal 2010, è caratterizzato da una forte crescita di visite e pernottamenti.

### Settore primario
Il territorio di Gravina è solo in una modesta parte caratterizzato dal carsismo, mentre la frazione più significativa dell'agro gravinese si presta in maniera molto efficace all'agricoltura. Per lo più esso è destinato alla cerealicoltura. Estesi sono comunque i vigneti e gli oliveti. Questi ultimi hanno una caratterizzazione mista con le cultivar coratina, nostrana, ecc. In città sono presenti 9 frantoi di macinazione e trasformazione per la produzione dell'olio Extravergine di Oliva DOP Terra di Bari, qualità Castel Del Monte.
Molto spinta la presenza di pastifici per la trasformazione sia del grano duro che di altri cereali ed anche legumi per la pasta senza glutine. Aziende di produzione dei prodotti da forno come il tarallo all'uovo o il sasanello.
Il territorio di Gravina, dà inoltre, nome alla Verdeca di Gravina, famoso vino bianco, nonché primo vino bianco DOP della Puglia, dal 1983. Interessante, è inoltre il comparto della trasformazione del latte, con la presenza di numerose produzioni della tipicità autoctona al cui apice troviamo il formaggio Pallone.

### Settore secondario
È concentrato soprattutto nell'area artigianale P.I.P., molto vasta. Le attività principali sono il manifatturiero legato al mobile imbottito, alle forniture d'arredamento, la trasformazione dei prodotti alimentari nella fattispecie da vite, da latte, da cereali e legumi.
Interessante è l'indotto dell'edilizia, che gravita attorno alle cave per l'estrazione della pietra calcarea gravinese: il tufo. Numerose sono le aziende che oparano nel comparto.
Ad ogni modo, gli artigiani che gravitano attorno al settore dell'edilizia apportano un contributo importante al reddito cittadino, con specializzazione nei vari settori: elettrico, idraulico, del parquet, e dell'impiantistica in genere.
Il metalmeccanico e il siderurgico vedono la presenza di alcune aziende con fatturati superiori ai 30 milioni annui, con mercato transnazionale.

### Settore Terziario
Il settore dei servizi genera il 35% del valore aggiunto comunale, è soprattutto concentrato nelle attivita' bancarie, con la Banca Popolare di Puglia e Basilicata, nata il 1883 a Gravina. Altre aziende che svolgono attivita' finanziaria ed agenzie di comunicazione di marketing, sono presenti in città un numero importante.
È nato a Gravina in Puglia il concetto di Murgia Valley ovvero un cluster di aziende del settore ICT, che raggruppa una decina di imprese della città e del territorio nel settore dell'Information Communication Technology.

## Infrastrutture e trasporti

### Strade
I collegamenti stradali principali sono rappresentati da:
- Strada statale 96 Barese per Bari e Potenza
- Strada statale 97 delle Murge per Spinazzola, Minervino Murge e Canosa
- Strada statale 655 Bradanica per Foggia Aeroporto, Candela e Canosa
- SP 10 Gravina-Poggiorsini
- SP 27 Tarantina: per Matera e Santeramo in Colle
- SP 52 Gravina-Dolcecanto-Le Canalecchie-Poggiorsini
- SP 53 Gravina verso Matera: da e per Matera e Bosco Difesa Grande
- SP 137 Gravina bivio Parisi: verso Corato
- SP 159 Gravina San Giovanni innesto SS 96
- SP 201 Selva: verso Matera

### Ferrovie
La stazione delle Ferrovie Appulo Lucane è posta sulla tratta Gravina-Bari e contempo sulla Bari-Matera, che collega la cittadina ai centri posti lungo il percorso e permette di raggiungerli in tempi non troppo lunghi. Inoltre da tale stazione ha inizio la linea Gravina-Avigliano, con cambio di binario in sede, che permette di giungere fino alla città di Potenza.
La stazione delle Ferrovie dello Stato è stata definitivamente chiusa e soppressa nel 2016, comunque la tratta continua ad essere servita da collegamenti sostitutivi di autobus.

## Amministrazione

### Gemellaggi
- San Giuliano Milanese, dal 2013
- Mazara del Vallo, dal 2016
- Asso (Italia)

## Sport

### Calcio
La principale squadra di calcio della città è la  FBC Gravina , che nel 2013 acquistò il titolo sportivo dalla Real Gioia. Nella stagione 2025-26 disputa il campionato di Serie D girone H, dove è giunta dopo la promozione del 2015-16, anno in cui ha vinto la coppa Italia di categoria. Negli anni novanta, l'Associazione Sportiva Gravina Calcio Femminile raggiunse la serie A, prima di essere sciolta nel 1999.

### Altri sport
In città operano anche formazioni dilettantistiche di pallacanestro (Fortitudo Basket Gravina, nel girone B di Divisione Regionale 3 2023-24, e New Basket Gravina), pallavolo (Magis Sport Gravina) e ultimate frisbee (Shamanin - Apulian Ultimate Frisbee).

### Impianti sportivi
Lo stadio comunale Stefano Vicino, presso l'area fieristica, ha una capienza di circa 4000 spettatori ed ospita le gare interne del FBC Gravina.